# This Is It (Kenny Loggins)
This Is It is een nummer van de Amerikaanse zanger Kenny Loggins uit 1980. Het is de eerste single van zijn derde studioalbum Keep the Fire.
Op de achtergrond is ook Michael McDonald te horen, die het nummer samen met Loggins schreef en ook keyboard speelt. Loggins zei erover: "Michael McDonald en ik hebben “This Is It” zo'n vier keer geschreven. De eerste drie keer was het een liefdesliedje, ‘Baby I this, baby I that…,’ en we zeiden allebei: "Bah! Dit is saai. Dit werkt niet als liefdesliedje!"". Op dat moment werd Loggins' vader opgenomen in het ziekenhuis met een ernstig hartprobleem. Loggins en McDonald besloten het nummer te herschrijven en te laten gaan over een man die vreselijke pijn lijdt, hoopt op een wonder en "op moet staan en vechten", als hommage aan Loggins' vader.
"This Is It" werd vooral een hit in Noord-Amerika en bereikte de 11e positie in de Amerikaanse Billboard Hot 100. Nederland was het enige Europese land waar het nummer een hit werd; met een bescheiden 26e positie in de Nederlandse Top 40.

## Tracklijst
- 7"

1. "This Is It" - 3:35
2. "Will It Last" - 5:50